# 短程弹道导弹

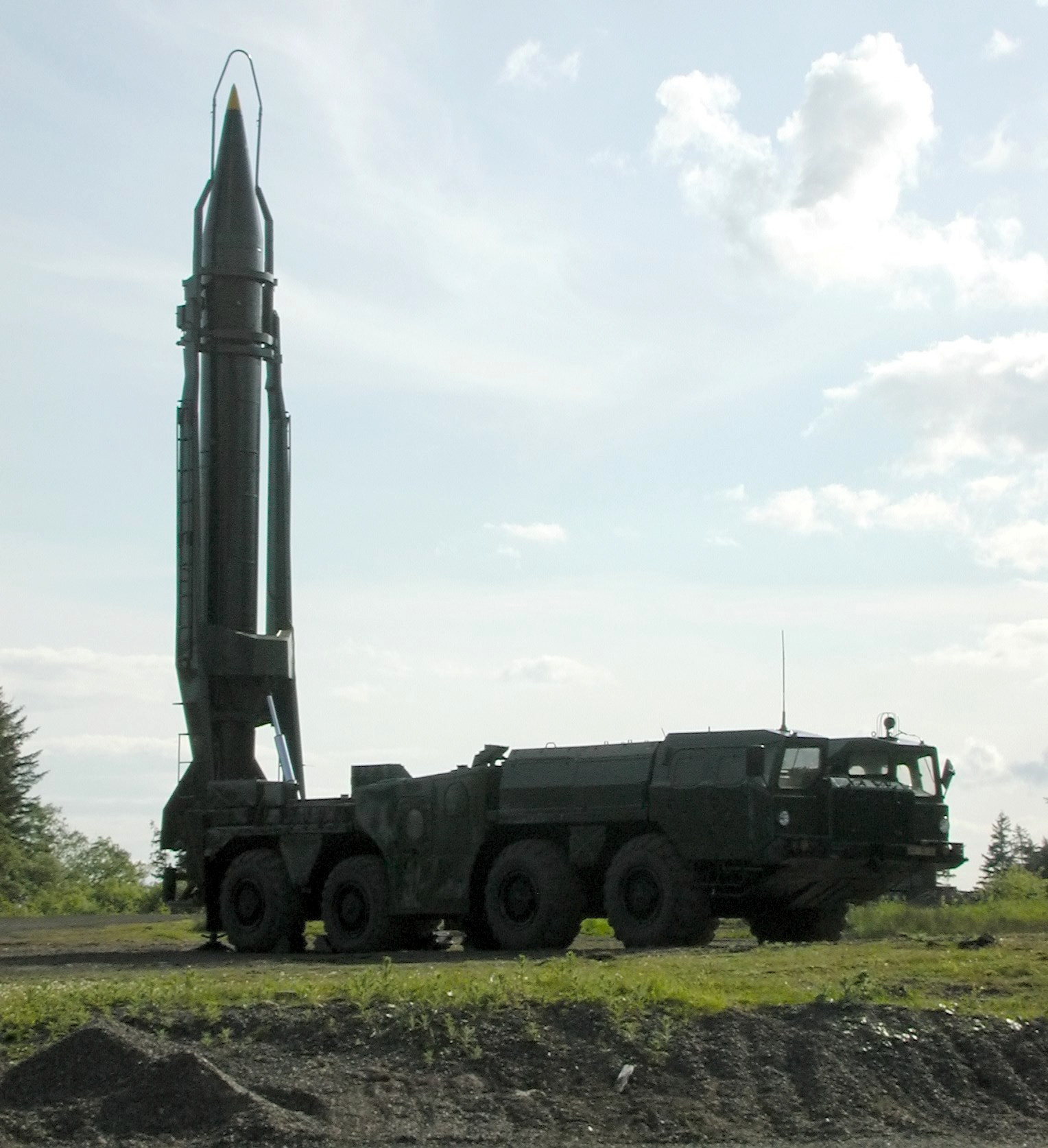
苏联的“飞毛腿”短程弹道导弹

短程弹道导弹（英語：Short-range ballistic missile）是指射程不超过1000公里的弹道导弹，它们常常能够携带核武器，在现代某些国家的冲突中，由于短程弹道导弹组装方便，成本相对小，短程弹道导弹经常被用到。
短程弹道导弹与中程弹道导弹一起组成了战区弹道导弹（theatre ballistic missiles），目前中华人民共和国、美国、俄罗斯等国针对战区弹道导弹都在积极研发战区导弹防御系统（Theater Missile Defense System）。

## 历史
二战时期纳粹德国研制的V-2火箭是弹道导弹的祖先，它也是第一种投入实际使用的弹道导弹。在二战末期，纳粹曾用V-2攻击英国的城市。二战结束后，美国和苏联都相继将一些纳粹德国科学家请回国去继续研究弹道导弹，短程弹道导弹在20世纪40年代末和50年代取得了很大的进展。

## 常见短程弹道导弹

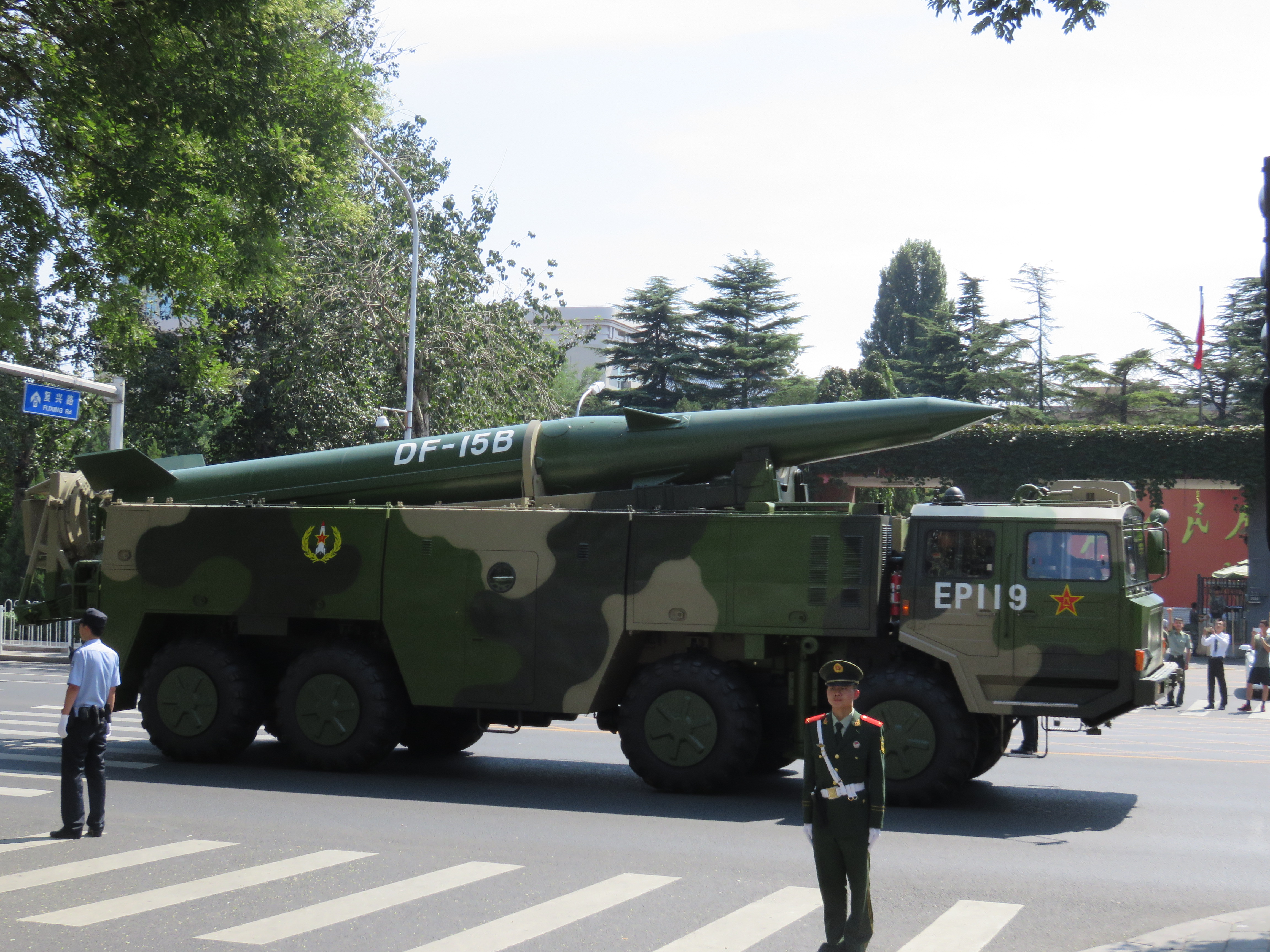
东风-15

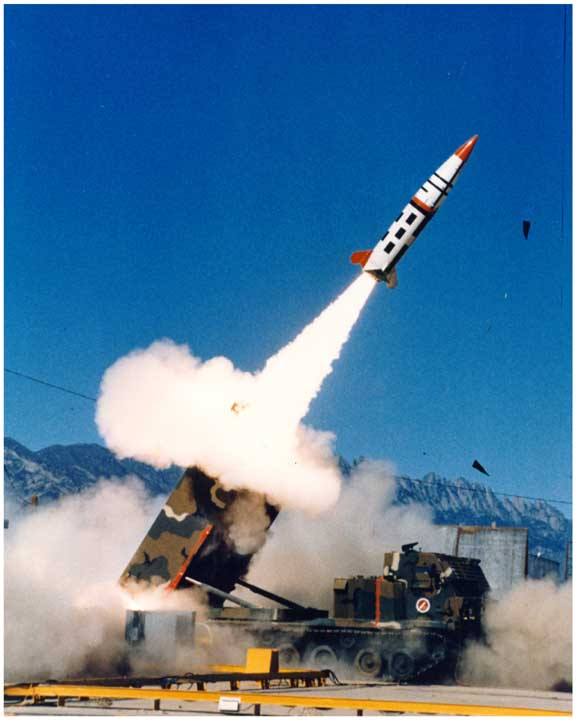
MGM-140陸軍戰術飛彈系統

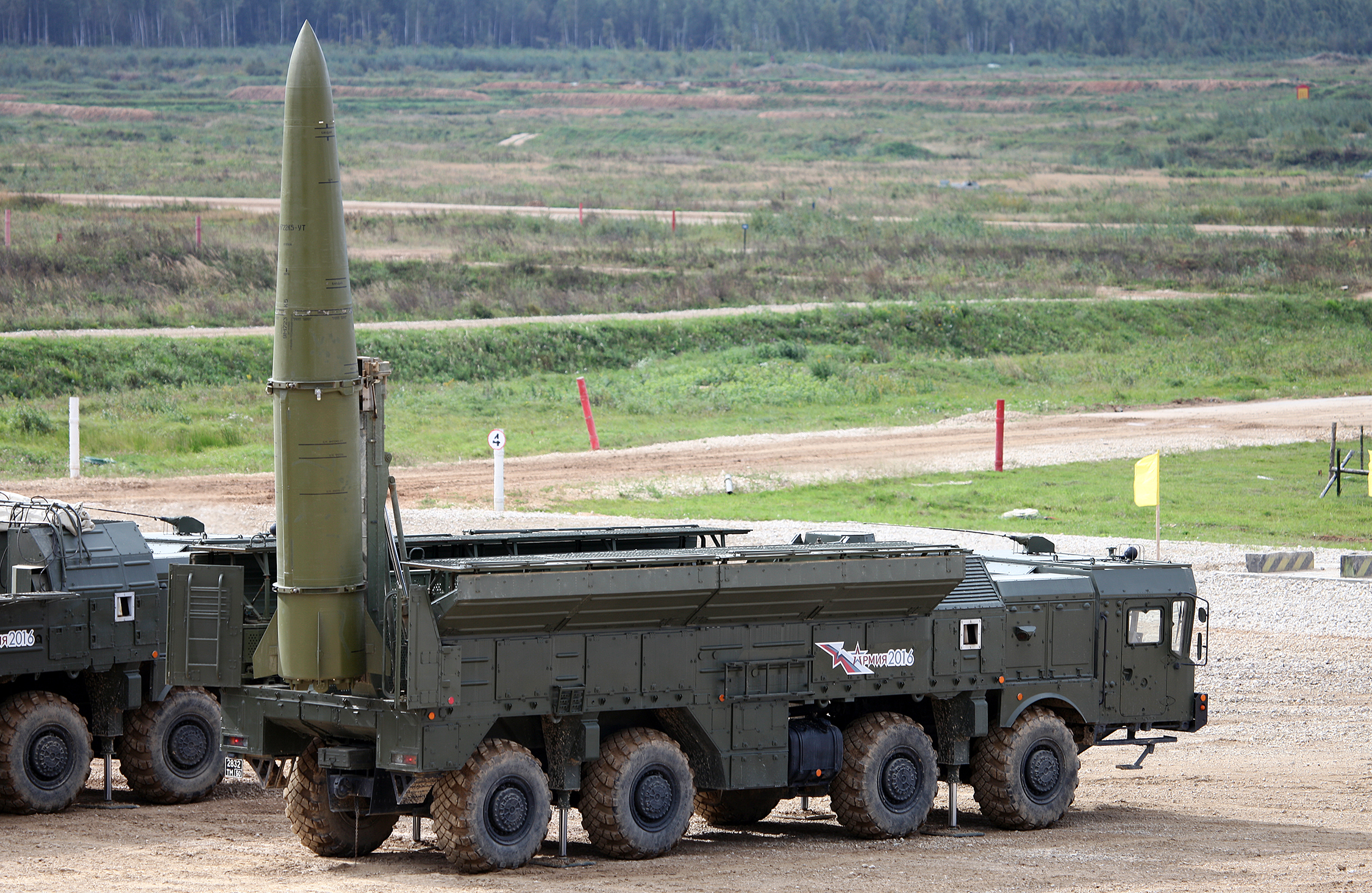
9K720伊斯坎德爾

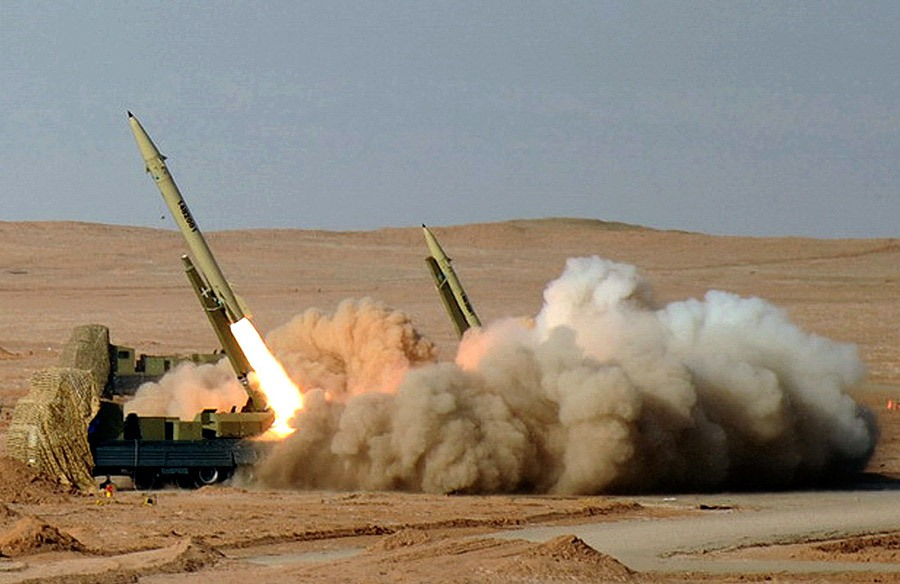
法塔赫-110

### 中華民國
- 青鋒飛彈（300公里）
- 天戟短程彈道飛彈（300公里）

### 中华人民共和国
- 东风-1短程弹道导弹（600公里）
- 东风-11短程弹道导弹（350公里）
- 东风-15短程弹道导弹（600公里）
- B611彈箭共架系統（280公里）

### 乌克兰
- 「游隼」戰術飛彈系統（400公里）
- S-200飛彈（400公里）[1]

### 苏联/俄罗斯
- R-1 飛彈（射程270公里，北约代号：SS-1讨厌鬼）
- R-2 飛彈（射程600-1200公里，北约代号：SS-2同胞）
- R-11/R-17厄爾布魯士飛彈（射程300-700公里，北约代号：SS-1b飞毛腿）
- 9K52 月亮飛彈
- 9K79 (OTR-21) 圓點/聖甲蟲飛彈
- 9K714(OTR-23) 奧卡飛彈
- 9K720伊斯坎德爾飛彈（射程为400公里，北约代号：SS-26石头）
- TR-1 溫度飛彈 （射程为900公里，北约代号：SS-12薄木板）

### 巴基斯坦
- 哈兹纳维短程弹道导弹（290公里）[2]
- 阿卜代利短程弹道导弹（200公里）

### 法国
- 岩石短程彈道飛彈（英语：Hadès）（120公里）
- 冥王星短程彈道飛彈（英语：Pluton (missile)）（480公里）

### 韩国
- 玄武一型短程彈道飛彈（朝鲜语：현무-1）（180—250公里）
- 玄武二型短程彈道飛彈（朝鲜语：현무-2）（300—500公里）
- 玄武二B短程彈道飛彈（朝鲜语：현무-2#정확도）（500公里）
- 玄武二C短程彈道飛彈（朝鲜语：현무-2#현무-2C）（800公里）
- 玄武四型短程彈道飛彈（朝鲜语：현무-4）（800公里）[3]

### 朝鮮
- 火星5型彈道飛彈（英语：Hwasong-5）（320公里）
- 火星6型彈道飛彈（500公里）
- 火星11型彈道飛彈（英语：KN-02 Toksa）（220公里）
- 火星11A型彈道飛彈（英语：Hwasong-11A）（900公里）[4]
- 火星11B型彈道飛彈（英语：Hwasong-11B）（410公里）[5]

### 美国
- MGM-140 陸軍戰術導彈系統(300公里)
- PGM-11“红石”短程弹道飛弹（325公里）

### 伊拉克
- 海珊型飛彈（400公里）

### 土耳其
- J-600T 闪电-1短程弹道导弹（150公里）
- J-600T 闪电-2短程弹道导弹（300公里）

### 伊朗
- 法塔赫-110短程弹道导弹（300公里）
- 流星-1短程弹道导弹（350公里）
- 流星-2短程弹道导弹（750公里）
- 奇亞姆-1短程彈道飛彈（英语：Qiam 1）（700至800公里）
- 法塔赫360战术弹道导弹（121公里[6]）
- BM-300（150至300公里[7]）

### 以色列
- 杰里科-1短程彈道飛彈（英语：Jericho (missile)#Jericho I）（500公里）
- LORA短程彈道飛彈（英语：LORA (missile)）（430公里）

### 印度
- 普里特维-1短程弹道导弹（150公里）
- 普里特维-2短程弹道导弹（250至350公里）
- 普里特维-3短程弹道导弹（350至750公里）
- 烈火-1短程彈道飛彈（英语：Agni-I）（700至800公里）

### 纳粹德国
- V-2导弹（320公里，無導引能力）

## 参阅
- 中程弹道导弹（Medium-range ballistic missile，MRBM）
- 远程弹道导弹（Intermediate-range ballistic missile，IRBM）
- 洲际弹道导弹（Intercontinental ballistic missile，ICBM）
- 战区弹道导弹（Theatre ballistic missiles，TBM）
- 战区导弹防御系统（Theatre Missile Defense System，TMDS）